# پائو اچانیس
پائو اچانیس (اسپانیایی: Pau Echaniz‎؛ زادهٔ ۲۹ مهٔ ۲۰۰۱) قایقران کایاک اهل اسپانیا است.
وی در مسابقات کشوری و بین‌المللی در مجموع برندهٔ ۱ مدال طلا، ۱ مدال برنز شده است.